# فرودگاه بین‌المللی ولینگتون
فرودگاه بین‌المللی ولینگتون  (به انگلیسی: Wellington International Airport) یک فرودگاه همگانی با کد یاتا WLG است . این فرودگاه در شهر ولینگتون کشور نیوزلند قرار دارد و در ارتفاع ۱۳ متری از سطح دریا واقع شده است.

## شرکت‌های هواپیمایی و مقصدهای پروازی

### مسافری
| شرکت‌های هواپیمایی                             | مقصدهای پروازی |
| --------------------------------------------- | --- |
| ایر چاتامس                                    | چتم آیلند/توتا |
| ایر نیوزیلند                                  | اوکلند، کرایست‌چرچ، دنیدن، ملبورن، کوئینزتاون، سیدنی فصلی: نادی                                                                |
| ایر نیوزلند لینک اجرا توسط ایر نلسون          | وودبورن، کرایست‌چرچ، گیسبورن، همیلتون، اینورکارگیل، هاوکس بی، نلسون، نیو پلیموث، پالمرستون نورث، رتروا، تائورانگا، ریچارد پیرس |
| ایر نیوزلند لینک اجرا توسط Mount Cook Airline | کرایست‌چرچ، دنیدن، همیلتون، هاوکس بی، نلسون، نیو پلیموث، کوئینزتاون، تائورانگا                                                 |
| فیجی ایرویز                                   | نادی |
| Golden Bay Air                                | تاکاکا |
| جت‌استار                                       | اوکلند، کرایست‌چرچ، دنیدن، گولد کوست                                                                                           |
| جت‌استار اجرا توسط ایسترن استرالیا ایرلاینز    | نلسون |
| کانتاس اجرا توسط جت‌کانکت                      | ملبورن، سیدنی |
| سنگاپور ایرلاینز                              | کانبرا، چانگی سنگاپور |
| Sounds Air                                    | وودبورن، نلسون، Picton، Taupo، وستپورت                                                                                        |
| Tauck Tours اجرا توسط الیانس ایرلاینز         | چارتر: اوکلند، وودبورن |
| ویرجین استرالیا                               | بریزبن |

### Traffic

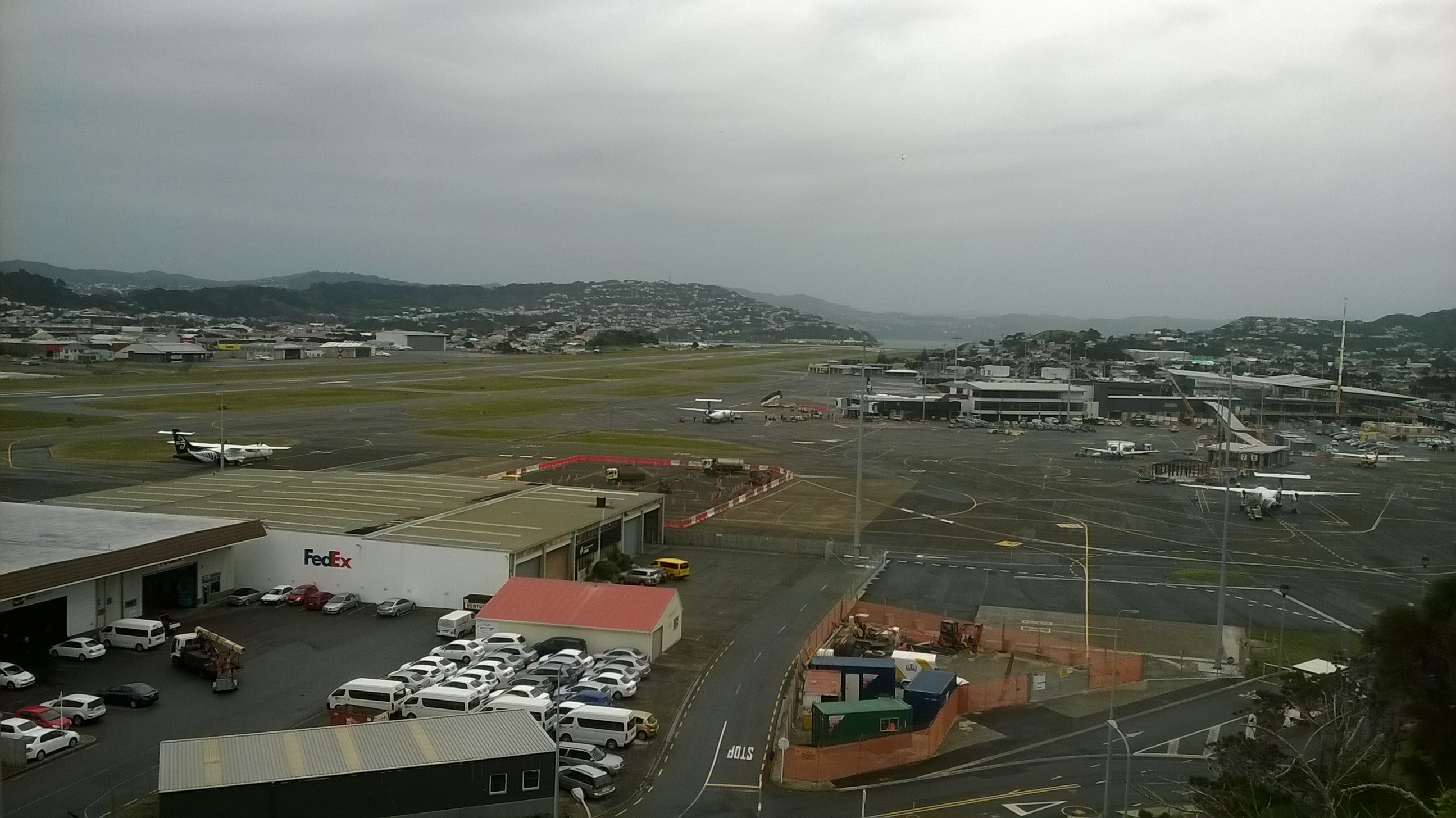
The view looking north of Wellington Airport in July 2015

| Rank | Airport             | Passengers | % Change |
| ---- | ------------------- | ---------- | -------- |
| 1    | استرالیا، سیدنی     | 312,086    | 0.1      |
| 2    | استرالیا، ملبورن    | 249,872    | 20.5     |
| 3    | استرالیا، بریزبن    | 196,405    | 0.0      |
| 4    | استرالیا، گولد کوست | 45,083     | 102.3    |

| Country             | Entries | % change |
| ------------------- | ------- | -------- |
| استرالیا            | 159,936 | 1.4      |
| بریتانیا            | 12,112  | 5.6      |
| ایالات متحده آمریکا | 9,344   | 9.6      |
| آلمان               | 2,800   | 9.8      |
| سنگاپور             | 2,572   | 65.4     |
| فرانسه              | 1,728   | 3.8      |
| چین                 | 1,664   | 5.5      |
| کانادا              | 1,504   | 36.2     |
| هنگ کنگ             | 1,056   | 32.0     |
| تایلند              | 1,008   | 43.2     |
| All countries       | 217,696 | 2.1      |